# Campeonato Mundial de Vela de 2003
El I Campeonato Mundial de Vela se celebró en Cádiz (España) entre el 11 y el 24 de septiembre de 2003 bajo la organización de la Federación Internacional de Vela (ISAF) y la Real Federación Española de Vela.
Asistieron un total de 1450 regatistas representantes de 71 países. En este campeonato se disputaron regatas de las once clases olímpicas vigentes de ese año: cuatro masculinas, cuatro femeninas y tres abiertas.

## Instalaciones
Para las diversas regatas se usaron las instalaciones de los principales puertos deportivos de la bahía de Cádiz:
| Puerto                | Clase                                         |
| --------------------- | --------------------------------------------- |
| Puerto de Rota        | 470, 49er                                     |
| Puerto Sherry         | Europe, Finn, Yngling, Star, Mistral, Tornado |
| Centro Náutico Elcano | Laser                                         |

## Medallistas

### Masculino
| Evento          | Oro                                         | Plata                                       | Bronce                                              |
| --------------- | ------------------------------------------- | ------------------------------------------- | --------------------------------------------------- |
| Mistral (21.09) | Przemysław Miarczyński · Polonia · 22 pts.  | Nikólaos Kaklamanakis · Grecia · 53 pts.    | Gal Fridman Israel 57 pts.                          |
| Finn (23.09)    | Ben Ainslie Reino Unido 44                  | Rafael Trujillo · España · 48               | Andrew Simpson Reino Unido 75                       |
| Star (23.09)    | Xavier Rohart Pascal Rambeau Francia 22     | Fredrik Lööf · Anders Ekström · Suecia · 28 | Iain Percy Steven Mitchell Reino Unido 42           |
| 470 (24.09)     | Gabrio Zandonà · Andrea Trani · Italia · 51 | Nathan Wilmot Malcolm Page Australia 59     | Gustavo Martínez Doreste · Dimas Wood · España · 61 |

### Femenino
| Evento          | Oro                                                         | Plata                                                          | Bronce                                                |
| --------------- | ----------------------------------------------------------- | -------------------------------------------------------------- | ----------------------------------------------------- |
| Mistral (21.09) | Lee Korzits Israel 55 pts.                                  | Barbara Kendall Nueva Zelanda 56 pts.                          | Faustine Merret Francia 63 pts.                       |
| Europe (18.09)  | Siren Sundby · Noruega · 54                                 | Sari Multala · Finlandia · 62                                  | Mary Galliard Estados Unidos 81                       |
| Yngling (20.09) | Hannah Swett Joan Touchette Melissa Purdy Estados Unidos 54 | Ulrike Schümann · Wibke Bülle · Winnie Lippert · Alemania · 61 | Dorte Jensen Helle Jespersen Rachel Kiel Dinamarca 67 |
| 470 (24.09)     | Sofía Bekatoru · Emilía Tsulfa · Grecia · 47                | Ingrid Petitjean Nadège Douroux Francia 61                     | Vladelina Ilienko · Natalia Gaponovich · Rusia · 62   |

### Mixto
| Evento          | Oro                                              | Plata                                           | Bronce                                       |
| --------------- | ------------------------------------------------ | ----------------------------------------------- | -------------------------------------------- |
| Laser (24.09)   | Gustavo Lima Portugal 27 pts.                    | Robert Scheidt · Brasil · 28 pts.               | Michael Blackburn Australia 62 pts.          |
| 49er (24.09)    | Christopher Draper Simon Hiscocks Reino Unido 42 | Christoffer Sundby · Frode Bovim · Noruega · 70 | Rodion Luka · Heorhi Leonchuk · Ucrania · 72 |
| Tornado (24.09) | Darren Bundock John Forbes Australia 34          | Leigh McMillan Mark Bulkeley Reino Unido 39     | Santiago Lange Carlos Espínola Argentina 66  |

## Medallero
| Núm. | País           | Oro | Plata | Bronce | Total |
| ---- | -------------- | --- | ----- | ------ | ----- |
| 1    | Reino Unido    | 2   | 1     | 2      | 5     |
| 2    | Australia      | 1   | 1     | 1      | 3     |
| 2    | Francia        | 1   | 1     | 1      | 3     |
| 4    | Grecia         | 1   | 1     | 0      | 2     |
| 4    | Noruega        | 1   | 1     | 0      | 2     |
| 6    | Israel         | 1   | 0     | 1      | 2     |
| 6    | Estados Unidos | 1   | 0     | 1      | 2     |
| 8    | Italia         | 1   | 0     | 0      | 1     |
| 8    | Portugal       | 1   | 0     | 0      | 1     |
| 8    | Polonia        | 1   | 0     | 0      | 1     |
| 11   | España         | 0   | 1     | 1      | 2     |
| 12   | Brasil         | 0   | 1     | 0      | 1     |
| 12   | Finlandia      | 0   | 1     | 0      | 1     |
| 12   | Alemania       | 0   | 1     | 0      | 1     |
| 12   | Nueva Zelanda  | 0   | 1     | 0      | 1     |
| 12   | Suecia         | 0   | 1     | 0      | 1     |
| 17   | Argentina      | 0   | 0     | 1      | 1     |
| 17   | Dinamarca      | 0   | 0     | 1      | 1     |
| 17   | Rusia          | 0   | 0     | 1      | 1     |
| 17   | Ucrania        | 0   | 0     | 1      | 1     |
|      | TOTAL          | 11  | 11    | 11     | 33    |